# Diochlistus analogus
Diochlistus analogus är en tvåvingeart som beskrevs av Paramonov 1950. Diochlistus analogus ingår i släktet Diochlistus och familjen Mydidae. Inga underarter finns listade i Catalogue of Life.